# Strada europea E42
La E42 è una strada europea che collega Dunkerque ad Aschaffenburg. Come si evince dalla numerazione, si tratta di una strada intermedia con direzione ovest-est.

## Percorso
La E42 è definita con i seguenti capisaldi di itinerario: "Dunkerque - Lilla - Mons - Charleroi - Namur - Liegi - Sankt Vith - Wittlich - Bingen am Rhein - Wiesbaden - Francoforte sul Meno - Aschaffenburg".